# Hyalesthes portonoves
Hyalesthes portonoves är en insektsart som beskrevs av Adolf Remane och Hoch 1985. Hyalesthes portonoves ingår i släktet Hyalesthes och familjen kilstritar.
Artens utbredningsområde är Spanien. Inga underarter finns listade i Catalogue of Life.